# Kuibyschewer Stausee
Der Kuibyschewer Stausee (russisch Куйбышевское водохранилище/ Kuibyschewskoje wodochranilischtsche) ist ein Stausee an der Wolga im europäischen Teil Russlands. Er ist ein Teil der sogenannten Wolga-Kama-Kaskade. Manchmal wird der See heute auch Samaraer Stausee (russisch Самарское водохранилище/ Samarskoje wodochranilischtsche) genannt; er wurde jedoch im Unterschied zur Stadt Samara und dem Oblast Samara nicht offiziell aus Kuibyschew rückbenannt.
Der Kuibyschewer Stausee, der sich am Mittellauf der Wolga etwa zwischen Kasan und Toljatti auf rund 550 km Länge erstreckt, ist etwa 6.450 km² groß, womit er flächenmäßig der größte Stausee Europas und der drittgrößte der Erde bei 58 Mrd. m³ Stauvolumen ist. Im Bereich des Mündungsarms der Kama ist der See, der am Staudamm 4,5 km breit ist, je nach Messrichtung etwa 30 bis 40 km breit. Er wurde von 1955 bis 1957 aufgestaut. Sein Einzugsgebiet ist 1.210.000 km² groß.
Der bei Schiguljowsk errichtete Erdschüttdamm (⊙, Chefingenieur Nikolai Rasin), der aus rund 162 Mio. m³ Erdmaterial, etwa 7,036 Mio. m³ Stahlbeton und zahlreichen senkrecht aufgestellten Spundwänden zur Abdichtung besteht, erhebt sich bei durchschnittlich 27 m Höhe bis 44,5 m (also die maximale Seetiefe) über das Flussbett der Wolga. In den Damm wurde ein 600 m langes und 80 m breites Gebäude eines Wasserkraftwerks integriert, das am 14. Oktober 1957 seine volle Leistungsfähigkeit erreichte und zu diesem Zeitpunkt als Kuibyschewer Wolga-Flusskraftwerk „V.l. Lenin“ das größte Wasserkraftwerk der Welt war. Es wurde am 10. August 1958 offiziell eingeweiht. Die in den 20 Turbinen erzeugte Leistung von insgesamt 2315 MW (17 ×115 MW sowie nach Umbau 3 × 120 MW) wird hauptsächlich für die Stromversorgung der Industrie in Samara und dessen Umgebung genutzt. Das Wasser der Wolga wird außerdem zur Bewässerung verwendet. Außerdem wurde in den Damm ein ungefähr 1,1 km langes Wehr zur Hochwasserentlastung integriert.
Beim Bau von Stausee und Wasserkraftwerk wurden Häftlinge des Kunejewski-Besserungsarbeitslagers eingesetzt, einem großen Lagerkomplex des Gulag.